# Shmuel T. Meyer
Vous pouvez aider à l'améliorer ou bien discuter des problèmes sur sa page de discussion.
- Le fond est à vérifier. Si vous venez d’apposer le bandeau, merci d’indiquer ici les points à vérifier. (Marqué depuis mai 2021)

Vous pouvez aider à l'améliorer ou bien discuter des problèmes sur sa page de discussion.
- Son texte doit être wikifié : il ne correspond pas à la mise en forme Wikipédia (style, typographie, liens internes, liens entre les wikis, etc.). (Marqué depuis mai 2021)
- Il doit être recyclé. La réorganisation et la clarification du contenu sont nécessaires. (Marqué depuis mai 2021)

Pour les articles homonymes, voir Meyer.
Shmuel T. Meyer (שמואל ט. מאיר) est un écrivain franco-israélien né à Paris en 1957.

## Biographie
Après une jeunesse nomade qui le mène de France en Suisse, puis en Grande-Bretagne et en Italie, il s’installe en Israël comme kibboutznik, journaliste, traducteur. Depuis 2008, il voyage entre Genève, Tel-Aviv et Paris où il s’installe en 2013. Shmuel T. Meyer est le père d’Esther Meyer-Hurvitz, enseignante, lauréate 2019 du Prix Rothschild pour l’éducation |פרס רוטשילד לחינוך|  , d’Avital Michel-Meyer , actrice et productrice de théâtre (יולדות - פריחה שם יפה…) et de Tehila Shachar Meyer, avocate au barreau de Tel-Aviv.
Shmuel T. Meyer est lauréat du prix Goncourt de la nouvelle en 2021 pour sa trilogie Et la guerre est finie... parue aux éditions Metropolis.

## Engagements
Politiquement proche des idées développées par Shulamit Aloni et Yossi Sarid et de leur parti Meretz, S. T. Meyer se réclame aussi de celles du Rabbin Yehudah Amital et du Pr Aviezer Ravitzky.
En Juillet 2012, Meyer organise, à la demande d’un donateur anonyme suisse, un comité d’écrivains qui remettra à Boualem Sansal et son roman Rue Darwin, la somme qui devait le récompenser du Prix du livre arabe et que les Ambassadeurs arabes en France refusent de lui remettre à la suite de la visite de l’écrivain algérien en Israël.
Pour Boualem Sansal éditions David Reinharc - mars 2025 - sous la direction de Pascal Bruckner et Michel Gad Wolkowicz - (ISBN 978-2493575586)
- Otages et désespoir!

Le 12 mai 2016, Shmuel T, Meyer signe une tribune dans le quotidien Le Monde intitulée « Israël doit évacuer les territoires palestiniens pour retrouver son âme »

## Œuvres
- Le Périmètre de l’étoile, nouvelles, Paris, Éditions Gallimard, coll. « Blanche », 2008,  (ISBN 978-2-07-012285-1) - Sélection Prix Wizo[7].
- Les villes n’ont pas de toit, nouvelles, Paris, Éditions Gallimard, coll. « Blanche », 2009, .  (ISBN 978-2-07-012647-7) - Sélection Prix Wizo Sélection Prix Scribe de la Nouvelle[8].
- Impasse de la providence, nouvelles, suivi de Jours de fête, Paris, Éditions Gallimard, coll. « Blanche », 2011, 248 p.  (ISBN 978-2-07-013343-7)- Sélection Prix des auditeurs de la Radio Télévision Suisse Romande[9]
- Le bonheur a des nageoires (illustration de l’œuvre de la sculptrice et peintre Miriam Briss, poésie, Genève, Éditions Editart, édition limitée et numérotée. 2012.
- Unzer Wort, poésie, Genève, Éditions Editart, édition limitée et numérotée. 2012.
- Un nouvel an de pierres, roman, Paris, Éditions Gallimard, coll. « Blanche », 2013  (ISBN 978-2-07-014123-4)[10] - Sélection Prix Wizo.
- Ah j’oubliais l'effarante beauté des lieux, nouvelles, Genève, Éditions Metropolis, 2013  (ISBN 978-2-88-340193-8)[11] - Sélection Prix Pittard de l'Andelyn.
- La Bouche ouverte, roman, Paris, Éditions Serge Safran, 2015  (ISBN 979-10-90175-39-6)[12] - Sélections pour le  Prix Pittard de l'Andelyn et le Prix Palluau 2017.
- Anima - trois poèmes pour trois estampes de Samy Briss. Préfacé par Frédéric Jacques Temple. Poésie, Genève, Éditions Editart, 2016, édition limitée et numérotée
- Anastrophe - recueil de poésies (illustration de Miriam Briss, préface de Salah Stétié), Paris, Éditions Caractères, 2017  (ISBN 978-2-88-340193-8)
- Les Grands Express Européens - nouvelles, Genève, Éditions Metropolis, mars 2021  (ISBN 978-2-88340-198-3)
- Kibboutz - nouvelles, Genève Éditions Metropolis, Sélection Prix Wizomars 2021-  (ISBN 978-2-88340-199-0)
- The Great American Disaster - nouvelles, Genève, Éditions Metropolis, mars 2021  (ISBN 978-2-88340-200-3)
- Et la guerre est finie... - coffret trilogie comprenant : Les Grands Express Européens, Kibboutz, The Great American Disaster - nouvelles, Genève, Éditions Metropolis, mars 2021 - Prix Goncourt de la nouvelle 2021 (ISBN 978-2-88340-203-4) - And The War is Over... Traduction en américain de Gila Walker, éditions Seagull Books - Chicago USA[13].
- Entre -Soleils - Coffret - collaboration avec l'artiste Michel Kirch (deux triptyques originaux illustrés par les textes de Shmuel T. Meyer - Éditions du Renard Pâle - édition limitée 30 exemplaires)
- Tribus, nouvelles, Paris, Éditions Gallimard, coll. « Blanche » 2024[14],[15],[16] (ISBN 9782073058126).

### Contributions
Revue Continuum (revue littéraire israélienne) 
- Le Désert en lui - no 7 - 2010 - (Nouvelle)
- Un Poète - Pierre Créange - no 8 - 2011 - (Nouvelle)
- Sweet Goulette  - no 9 - 2012 - (Nouvelle)
- Garance, Baptiste, Marcel, Jacques... et l'autre - no 11/12 - 2014 / 2015 - (Recension du livre de Yehuda Moraly - Révolution au Paradis)
- Carnage (théâtre) et 51 rue Sholem Alekh'em (Nouvelle) entretien avec Esther Orner, no 13, 2016
- Chroniques du Kibboutz (poésie), no 14, 2018

Revue Orte Verlag & Schweizer Literaturzeitschrift (revue littéraire suisse) -  03/2015
- Farida (Traduction Anne-Marie Kenessey)
- Albert Cohen Ausgewählt,

Revue Orte Verlag & Schweizer Literaturzeitschrift n° 14 -12/2021
- Schabbat Tscholent - Und der Krieg ist vorbei...

Le Paresseux littéraire, no 34, 2015
- Les grands express européens

Brèves (Anthologie permanente de la nouvelle) - no 109 - 2016 
- New York Steam Company,

Apulée n°3 
- Première Ligne

A la Page (revue culturelle israélienne)
- Paname Paname  - no 1 - 2018
- Troiz'oreilles -  no 2 - 2019
- Oncle Yona -  no 3 - 2020
- L'écrivain -  no 6 - 2023

L' Atelier du roman  n° 121 -2025
- Nature morte

### Illustrations
- Illustration poétique des œuvres de Marie-Hélène Brandt - Aux cimaises de l’exil
- Illustration poétique des œuvres d'Odile Cariteau - "Hortus conclusus"

## Expositions
- Avec Marie-Hélène Brandt, Galerie Tox'n'Co, Genève 2009
- Avec Odile Cariteau, Librairie Galerie Signature Paris 2016